# ورد قزمي
ورد قزمي (الاسم العلمي:Rosa pygmaea) هو نوع من النباتات يتبع جنس الورد من الفصيلة الوردية.